# Massacre du 17 octobre 1961
Le massacre du 17 octobre 1961 est la répression meurtrière, par la police française, d'une manifestation pacifique d'Algériens organisée à Paris par la fédération de France du FLN, dans un contexte de guerre d'indépendance algérienne.
Préparée en secret, la manifestation constitue une infraction au couvre-feu nouvellement appliqué aux seuls Algériens. Alors que les attentats du Front de libération nationale (FLN) frappent les forces de l'ordre depuis plusieurs mois, l'initiative, non déclarée aux autorités, se veut cependant pacifique. Le FLN, qui y voit un moyen d'affirmer sa représentativité, y appelle tous les Algériens, hommes, femmes et enfants, et leur interdit le port d'armes. Les défilés nocturnes sur les grandes artères de la capitale donnent lieu à des affrontements au cours desquels des policiers font feu. La brutalité de la répression, qui se poursuit au-delà de la nuit du 17 dans l'enceinte des centres d'internement, fait plusieurs centaines de blessés et de nombreux morts. Le nombre de ces morts reste discuté : au fil des dernières décennies, les évaluations ont oscillé, entre les décomptes minimaux des rapports officiels et les estimations d'historiens assises sur des périodes plus ou moins larges, de 7 à plus de 200 morts.
Le 17 octobre 1961 et ses suites ne sont longtemps perçus que comme l'un des nombreux épisodes liés à la guerre d'Algérie et la décolonisation, avec les cent à trois cent morts, selon les historiens, des émeutes des 7 et 8 décembre 1952 à Casablanca et les sept morts du massacre du 14 juillet 1953 à Paris.
À partir des années 1990, les événements du 17 octobre 1961 et leur suite font l'objet d'un traitement médiatique, puis politique plus important, à la suite de la publication d'études historiques, de romans, d'un recueil photographique et surtout du retentissant procès de Maurice Papon — préfet de police de Paris en fonction en 1961 — alors jugé pour ses actes pendant l'Occupation.
En 2012, à l'occasion du 51e anniversaire de la manifestation, le président de la République française François Hollande « reconnaît avec lucidité », au nom de la République, la « sanglante répression » au cours de laquelle ont été tués « des Algériens qui manifestaient pour le droit à l'indépendance ». En mars 2024, l'Assemblée nationale a voté un texte demandant au gouvernement d'instaurer une journée commémorative de ce massacre.

## Contexte historique
L'importante communauté immigrée venue d'Algérie penche majoritairement en faveur de l'indépendance. Elle est structurée par le FLN, organisation nationaliste insurrectionnelle qui, en 1958, a décidé d'élargir la lutte armée anti-coloniale à la France métropolitaine, jusque dans la capitale. Dès le début des années 1950, la participation des Algériens aux manifestations de rue est combattue par les autorités, ce qui a entraîné un premier massacre du 14 juillet 1953 à Paris, les coups de feu de la police causant sept morts.
Au cours de l'été 1961, la guerre d'Algérie entre dans une phase critique. Les négociations entre le gouvernement français et le gouvernement provisoire de la République algérienne (GPRA), émanation du FLN, en vue de la prochaine indépendance algérienne, provoquent des dissensions dans chaque camp. Les groupes ultra de l'OAS et les partisans de l'Algérie française au sein de l'appareil d'État tentent de contrecarrer le processus, alors que du côté du FLN se joue entre courants internes l'accès au pouvoir du futur État algérien.
Fin août, le FLN reprend plus intensément ses attaques contre les policiers, amplifiant la frustration de ces derniers qui désapprouvent la « lenteur » et l'« indulgence » de la justice à l'égard des commandos appréhendés précédemment.

### Assassinats de policiers par le FLN
Les articles de Madeleine Riffaud dans L'Humanité avaient dès 1959 révélé de grandes rafles d'opposants algériens à Paris, et des disparitions de militants parfois libérés dès le lendemain, puis le 7 mars 1961 le « scandale des caves qui chantent », des tortures pratiquées à Paris même, dans le Commissariat de la Goutte-d'Or par les supplétifs musulmans de la Force de police auxiliaire (FPA), parfois appelée « les harkis de Paris ».
L'Humanité est censurée par le préfet de police Maurice Papon, mais des tortionnaires de la FPA, au coeur de ce « scandale des caves qui chantent », sont dénoncés par le SGP, principal syndicat de policiers, dirigé par François Rouve, pour qui la FPA est « génératrice d’attentats et une source permanente de confusion pour l’ensemble du corps policier, […] échappant à son contrôle et jetant trop souvent le discrédit sur notre corps par un comportement en marge des lois en vigueur ». Un autre journaliste ancien résistant, Claude Bourdet, multiplie les protestations contre la FPA au conseil municipal de Paris.
Les assassinats de policiers par le FLN ont ensuite augmenté en août et septembre, alors qu'une trève annoncée début juin avait pendant deux mois et demi laissé espérer le contraire. Depuis le 5 juin, le FLN parisien s'abstenait d'attaquer les policiers et les harkis, respectant ainsi la trêve édictée par le GPRA pendant les négociations avec le gouvernement français. Mais ce cessez-le-feu était conditionné à l'arrêt de la répression, qui a au contraire augmenté. Deux mois et demi après, il est vidé de son sens, le 15 août, quand une attaque contre la Force de police auxiliaire fait trois morts. Puis le 29 août à nouveau trois policiers succombent sous cinq attaques simultanées à Paris, le début d'une vague d'attentats de cinq semaines, d'une ampleur inédite : entre le 29 août et le 3 octobre, 33 attaques distinctes tuent 13 policiers, dont 7 en septembre, soit plus qu'au cours de chacune des années précédentes du conflit,, comme le montre le tableau suivant :
|              | 1957 | 1958 | 1959 | 1960 | Janvier ~ octobre 1961 | Total |
| Total annuel | 0    | 12   | 4    | 9    | 22                     | 47    |

Il est peu probable que cette reprise brutale de l'offensive contre les policiers ait été décidée par le GPRA, mais ses auteurs sont soupçonnés d'être du FLN parisien. Il est possible qu'elle découle de l'indiscipline de Mohammedi Saddek, le coordinateur de la Fédération de France, ou bien de celle des chefs des deux wilayas de Paris. Cependant trois autres facteurs peuvent entrer en ligne de compte :
1. en premier lieu, pendant la trêve observée entre le 5 juin et le 15 août, la répression des forces de l'ordre est allée en s'intensifiant ;
2. de manière plus hypothétique, il est possible que la direction du FLN n'ait pas souhaité brider les militants les plus remontés par la répression, d'autant que Benyoucef Benkhedda venait de prendre la tête du CNRA (Conseil national de la révolution algérienne), l'instance dirigeante du FLN, jusque là présidée par le modéré Ferhat Abbas. Il est possible que Benyoucef Benkhedda ait vu dans ces attentats un moyen de se placer en position de force dans les négociations[B 4], en ayant par ailleurs pû craindre de perdre le contrôle d'une communauté algérienne qui ne souhaite plus consentir de sacrifices à l'approche de la paix.

L'examen de l'ensemble des archives conduit l'historien Jean-Paul Brunet à son interprétation, qui estime que cette vague d'attentats est à l'origine d'un enchaînement qui se termine par la répression des 17 et 18 octobre, interprétation qui donne une lourde part de responsabilité aux dirigeants du FLN parisien, les détracteurs de Jean-Paul Brunet lui reprochant de minimiser celle de Maurice Papon.

### Le malaise de la police
Les attaques du FLN visent principalement des agents isolés, qui se rendent au travail ou qui rentrent chez eux, et créent dans la police un climat d'insécurité, de tension et de colère croissantes. Les cérémonies funéraires, célébrées en grande pompe dans la cour de la préfecture de police, attisent la colère au sein d'un corps étroitement solidaire. Elles sont si fréquentes et si démoralisantes que Maurice Papon envisage un moment de les suspendre. Nombre de policiers frustrés par un régime qu'ils jugent trop faible et trop libéral, et par un système juridique qui ne permet pas de condamner et d'exécuter les « terroristes », songent de plus en plus à prendre les choses en main et à régler leurs comptes directement avec la communauté algérienne. Les syndicats de police demandent la mise en place d'une protection renforcée, ce qui conduit à accentuer la répression contre la communauté algérienne. Les assassinats de policiers n'en continuent pas moins,.
À la suite de la reprise des attentats, Maurice Papon adresse aux chefs du Service de coordination des affaires algériennes (SCAA) et à la police municipale une directive qui prévoit de « reprendre fermement l'offensive dans tous les secteurs, et harceler l'organisation politico-administrative » frontiste. Il s'agit d'expulser les Algériens « indésirables », chômeurs ou petits délinquants, de redéployer la FPA dans les zones névralgiques et d'organiser des opérations de harcèlement dans les bidonvilles, qui sont le siège d'une importante activité militante. Ces labyrinthes impénétrables fournissent un refuge naturel aux militants, il est facile d'y dissimuler des armes et des documents. Les chefs peuvent échapper aisément aux raids de la police en utilisant des sorties secrètes et en changeant sans cesse de résidence.
En cet automne 1961, le ressentiment est tel que la préfecture semble ne plus tenir ses troupes. Déjà en avril, la CFTC s'élevait « contre la pratique en vigueur qui consiste à laisser en liberté, voire à remettre en liberté, en vertu de textes légaux, des individus notoirement dangereux » et exigeait des modifications urgentes aux textes légaux ou réglementaires. D'autres se regroupent en comité, dans le but d'intervenir de manière plus efficace auprès des pouvoirs publics. Ils réclament, entre autres, « l'utilisation maximum de tous les policiers dans le combat imposé par l'adversaire, (…) l'intensification des interpellations et la mise en place de dispositions réglementant la circulation des éléments nord-africains », autrement dit l'instauration d'un couvre-feu. Le corps des policiers paraît prêt à commettre les exactions les plus graves pour se faire justice lui-même, alors que la hiérarchie ne parvient plus à faire accepter son autorité,.

Dans le bimensuel du syndicat le plus représentatif de la police parisienne, l'un de ses dirigeants, Paul Rousseau, tente de raisonner ses troupes : 

« Camarades du SGP, ne vous laissez pas aller à des actes qui ne sont pas en accord avec votre manière de penser ; groupez-vous autour de vos cadres syndicaux, agissez comme des hommes représentant la justice, et non comme des justiciers (…) Chef d'État, Gouvernement, entendez la voix de ceux qui sont chargés de vous protéger. Des pères, des mères, des enfants, d'un seul cœur vous adjurent d'arrêter cette guerre meurtrière et de négocier la Paix. »

Le 2 octobre, aux obsèques du brigadier Demoën, Maurice Papon déclare que « pour un coup donné, nous en porterons dix ». Beaucoup interprètent sa phrase comme une carte blanche donnée à la répression. Dans la journée, il passe dans plusieurs commissariats où il autorise verbalement ses hommes à tirer dès qu'ils se sentent menacés et leur donne sa parole qu'ils seront couverts, en leur indiquant, selon un compte-rendu syndical, que leurs supérieurs s'arrangeront pour trouver une arme sur les corps des Nord-Africains abattus. Déjà en avril, dans un ordre du jour, il annonçait : « Les fonctionnaires de police peuvent faire usage de leurs armes lorsqu'ils sont menacés par des individus armés ou qu'ils ont des raisons de croire que leur vie est exposée. Vous êtes couverts par la légitime défense et par vos chefs ». Dans un rapport au ministre de l'intérieur daté du 9 octobre, il attire l'attention sur le « malaise profond décelé au sein des services (…) qu'il n'est pas possible de laisser s'aggraver (…) sans courir les plus grands risques ».
Depuis longtemps, Maurice Papon souhaite une accélération de la procédure judiciaire relative aux crimes terroristes. Les attentats visant essentiellement les policiers, chez eux se développe un vif ressentiment à l'égard de l'opinion, des partis de gauche, de la justice, dont ce qu'ils appellent la mansuétude les scandalise, et du pouvoir lui-même. Il s'ensuit parfois la tentation d'une dérive vers des comportements extrêmes et une sympathie grandissante pour l'OAS. Cependant, Papon donne aussi des consignes tendant au respect de la légalité. Il signifie, dans une note de service au sujet des contrôles d'identité, que « gradés et gardiens se doivent de toujours garder leur sang-froid et d'éviter les brimades qui engendrent le ressentiment et la haine et qui font finalement le jeu de l'adversaire ». Il a pour principe, d'après ses mémoires, que « le dernier mot devra rester à nos forces. Seront ainsi sauvegardées les possibilités de manœuvre du Chef de l'État jusqu'à l'inévitable dénouement des négociations ».

### Des sévices au quotidien
L'exaspération des fonctionnaires de police se traduit au cours des semaines qui précèdent le 17 octobre par la pratique de sévices. Les cas de mauvais traitements à l'égard de personnes originaires d'Afrique du Nord se multiplient, tant sur la voie publique que dans les commissariats et les centres de détention. Le nombre des dossiers de plaintes directes ou indirectes, dont certaines sont toutefois inexactes, voire « arrangées » dans une optique de recours judiciaire systématique, se monte à plus d'une centaine.
À l'occasion des divers contrôles d'identité et formalités administratives auxquelles doivent se soumettre les « FMA » (« Français Musulmans d'Algérie », comme on appelle alors les Algériens), le passage à tabac devient de plus en plus fréquent. La hiérarchie se montre souvent incapable de tenir ses hommes.
Parmi les sévices exercés, figurent aussi la destruction des papiers d'identité ou le vol pur et simple, d'argent ou de montre. Encore le vol reste-t-il relativement rare, tandis que le bris volontaire des montres lors des passages à tabac est beaucoup plus répandu. Quand des plaintes sont déposées, l'IGS doit diligenter une enquête, mais, après les consignes du préfet de police Papon, le commissaire divisionnaire de l'IGS s'efforce généralement de dédouaner les hommes mis en cause.

### Une dérive meurtrière généralisée
Au-delà des sévices « ordinaires », certains policiers se rendent coupables de violences beaucoup plus graves, dont pâtissent les suspects appréhendés après les attentats. Le 4 octobre, au cours de la réunion hebdomadaire du Service de coordination des informations nord-africaines (SCINA), son président demande si la recrudescence des découvertes de cadavres de FMA dans la Seine ne pourrait pas être consécutive à des représailles policières. Il lui est répondu par le représentant du SCAA et celui des Renseignements généraux que l'on peut en attribuer une importante proportion au FLN, ainsi qu'au MNA, et que d'autre part le phénomène n'est pas uniquement parisien car « il se manifeste dans toute la France avec une égale intensité ».
| | Jan    | Fév    | Mars   | Avril  | Mai    | Juin   | Juil  | Août   | Sept   | Oct                   | Nov    | Déc   | Total    |
| Statistiques de la Préfecture de Police de Paris (dont homicides incertains)* | 16 (0) | 16 (2) | 18 (3) | 25 (5) | 20 (2) | 19 (1) | 9 (5) | 9 (0)  | 41 (9) | (jusqu'au 25) 73 (36) | -      | -     | 246 (63) |
| Statistiques du Parquet (Rapport Géronimi) | 12     | 14     | 11     | 12     | 16     | 11     | 3     | 7      | 37     | 105                   | 15     | 3     | 246      |
| Entrées de corps à l'IML (dont homicides improbables)** | 19 (2) | 16 (0) | 20 (5) | 28 (8) | 25 (3) | 20 (1) | 8 (3) | 12 (2) | 48 (9) | 93 (25)               | 11 (2) | 8 (0) | 308 (60) |
| * Que sont les morts par submersion par opposition aux tués par balle, strangulation, coups de couteau etc. ** Dans cette catégorie se trouvent les cas douteux des décès par : maladie, accident du travail et suicide. |        |        |        |        |        |        |       |        |        |                       |        |       |          |

De ces statistiques se dégage une baisse sensible en juillet et en août, pendant les négociations, suivie d'une forte progression à partir de la mi-septembre et en octobre, puis d'un fort recul en novembre et décembre. En octobre, la majorité des homicides survient avant le 17. La part qui en est imputable aux policiers, ou à des « groupes parapoliciers » qui ne semblent avoir existé que de manière limitée,, fait question :
- Jean-Paul Brunet estime qu'une dizaine de cas peut correspondre aux méfaits de groupes « contre-terroristes » ou parapoliciers[A 15], même si aucun des commissaires en poste ne dit avoir entendu parler de ce type d'actions meurtrières[A 16] ; des policiers sont effectivement impliqués directement dans des affaires d'assassinat et de tentative d'assassinat[A 17], mais hormis les conséquences de la répression du 17 et des jours suivants, l'implication de la police dans le décompte macabre du mois d'octobre lui semble mineure[A 16]. Pour lui, jusqu'à preuve du contraire et « à titre d'hypothèse provisoire », les morts d'octobre d'avant le 17 seraient « en majorité imputables au FLN »[A 18]. Plus récemment, Jean-Paul Brunet écrivait : « De nombreux cadavres de Nords-Africains, parmi les 140 qui ont été enregistrés à l'Institut médico-légal en septembre et octobre 1961, n'ont aucun rapport avec la police parisienne. Certains sont ceux de harkis ou d'anciens harkis, de membres ou d'anciens membres du Mouvement national algérien, de “traîtres” divers refusant d'obéir aux directives du FLN ; anciens combattants de l'armée française, maris de métropolitaines refusant de les rejoindre ; Algériens n'acceptant pas de payer la capitation mensuelle exigée par le Front ; Algériens rétifs à la loi coranique, etc.[16] » ;
- au contraire, Jim House et Neil MacMaster, qui estiment qu'aucun élément ne vient étayer l'hypothèse d'une recrudescence d'assassinats fratricides au sein de la communauté algérienne, soutiennent que la majorité des homicides d'octobre découlerait des violences policières[B 8].

### Les rapports de force politiques
Jim House et Neil MacMaster discutent de la situation paradoxale qui voit l'apogée de la violence survenir au moment où le gouvernement français et le GPRA entrent dans la phase finale des négociations. Un élément d'explication est que chacune des deux parties a précisément intérêt à négocier en position de force. Pour le GPRA, à la tête duquel le libéral Ferhat Abbas est remplacé le 27 août par Ben Khedda, perçu comme plus intransigeant, il importe que des manifestations de masse démontrent sa popularité, en même temps que le caractère pacifique des manifestations doit rassurer l'opinion publique et apaiser l'inquiétude des Pieds-Noirs sur l'avenir qui les attend dans une Algérie indépendante.
De Gaulle a également intérêt à lancer des messages tour à tour intransigeants et conciliants. Entre 1958, où il revient au pouvoir avec l'appui des partisans de l'Algérie française, et les accords d'Évian qui scelleront en mars 1962 le sort d'une Algérie indépendante, il doit accompagner chaque nouveau pas vers l'indépendance par une attitude de fermeté, destinée à calmer ses soutiens initiaux. Cette même démarche le conduit, le 18 août, à refuser la démission du premier ministre Michel Debré, farouche partisan de l'Algérie française. En contrepartie, il lui laisse la plus grande liberté dans la conduite de la bataille contre le FLN, à commencer par le renvoi du garde des sceaux Edmond Michelet, qui ouvre la voie à des méthodes plus brutales. Debré s'accroche alors à l'espoir que les négociations puissent se faire avec une force plus modérée. Son conseiller Constantin Melnik a créé en juillet 1960 le FAAD (Front algérien d'action démocratique), expérience qui ne sera abandonnée, sur ordre de de Gaulle, que le 20 octobre, à la veille de la reprise des négociations avec le GPRA.
D'après Jim House et Neil MacMaster, c'est pour « mettre la pression » sur le FLN, de juillet à octobre 1961, que de Gaulle donne à Debré et ses proches suffisamment de liberté pour mettre en œuvre une stratégie d'intransigeance. À leurs yeux, l'extrême violence antialgérienne qui se déchaîne au cours des mois de septembre et d'octobre 1961 est moins le fait d'extrémistes incontrôlables au sein de la police que l'instrument d'une politique élaborée par le gouvernement.

## Événements

### Couvre-feu
Dans un contexte de violence croissante qui voit augmenter les attentats du FLN contre les forces de l'ordre et se former des groupes prêts à se faire justice eux-mêmes, et alors que le malaise général des policiers alimente une dérive meurtrière, le ministre de l'Intérieur et le préfet de police passent à l'action. À la suite de la décision, prise en conseil interministériel le 5 octobre, d'instituer un couvre-feu envers les seuls Algériens,, le préfet de police Maurice Papon « dans le but de mettre un terme sans délai aux agissements criminels des terroristes algériens » publie le communiqué suivant :

« Il est conseillé de la façon la plus pressante aux travailleurs algériens de s'abstenir de circuler la nuit dans les rues de Paris et de la banlieue parisienne, et plus particulièrement entre 20 h 30 et 5 h 30 du matin. »

Dans ce même communiqué, il est également déconseillé aux Nord-Africains de circuler à plusieurs, les assassinats de policiers ayant été le fait de groupes de trois ou quatre hommes. Les « débits de boissons tenus et fréquentés par les Français musulmans » doivent fermer à partir de 19 h. Ces mesures sont accompagnées d'une injonction à interpeller « tout Français musulman circulant en voiture » et placer le véhicule en fourrière « en attendant la décision du commissaire de police ou du Service de coordination des affaires algériennes »,.
Parallèlement, les services du SAT-FMA (« Service d'Assistance Technique aux Français Musulmans d'Algérie ») délivrent un grand nombre de laissez-passer, environ mille à quinze cents par semaine. Le 15 novembre, sur les 90 000 travailleurs algériens du département de la Seine, 14 000 auront obtenu un permis de circuler. Des dérogations sont aussi prévues pour les étudiants et les fonctionnaires de certaines administrations.
Des recommandations identiques, appliquées durant tout le mois de septembre 1958 après les attentats spectaculaires d'août précédent, avaient déjà permis de démanteler l'appareil FLN d'alors, sans susciter de protestation. L'instauration d'un nouveau couvre-feu était d'ailleurs réclamée à mots couverts par le Comité permanent de Défense constitué des syndicats de police. Ainsi la CFTC voyait-elle dans cette mesure le moyen non seulement d'empêcher les attaques contre les forces de l'ordre mais aussi de diminuer le risque qu'une opération policière échappe au contrôle des autorités.
Ce couvre-feu rencontre cependant une forte opposition publique, non seulement des forces de gauche comme le parti communiste et la CGT, mais également du MRP (centre-droit). Le commissaire Dides, ancien député poujadiste, le présente comme « une manifestation de racisme contraire à nos traditions ». Selon la constitution de 1958, les Algériens sont des citoyens à part entière et ne doivent pas être l'objet de mesures discriminatoires qui vont à l'encontre de la politique officielle d'assimilation. Aussi, trente députés algériens dénoncent-ils ces « mesures vexatoires, discriminatoires, pour ne pas dire racistes ». C'est d'ailleurs parce que le couvre-feu est légalement indéfendable que, selon le communiqué de Papon, il est seulement conseillé de s'abstenir de circuler la nuit. La police a naturellement donné à ce « conseil » un caractère obligatoire.
Si le couvre-feu représente une sérieuse gêne pour les travailleurs algériens, il entrave considérablement le FLN dans ses activités vespérales et nocturnes de réunions, de prélèvement des cotisations, de préparation d'opérations, d'application de sanctions et d'exécutions sommaires. Jean-Paul Brunet en voit un signe dans l'évolution du nombre d'entrées de corps d'Algériens à l'Institut médico-légal, qui tombe à deux par jour en moyenne du 7 au 16 octobre. Ali Haroun admettra que la Fédération de France était en train d'étouffer et qu'elle se trouvait devant « un obstacle qu'il fallait coûte que coûte franchir ».

### Riposte du FLN
Tout de suite après l'établissement du couvre-feu, le responsable parisien Zouaoui envoie au comité fédéral un rapport : il y mentionne le couvre-feu et la dureté de la répression engagée par Papon. Il préconise des actions nocturnes rassemblant hommes, femmes et enfants. Après avoir consulté en Belgique, le 10 octobre, les hommes de terrain, Zouaoui, Saddek et Omar Ouhadj, syndicaliste de l'AGTA (Amicale générale des travailleurs algériens), le comité fédéral conduit par Omar Boudaoud se réunit à Cologne et opte pour le boycott du couvre-feu car l'organisation d'une manifestation de masse serait nécessairement victorieuse : « Si la police laissait faire, l'autorité du préfet serait bafouée. Si elle réagissait, elle manifestait ouvertement son racisme ». Il prévoit une série d'actions articulée en trois phases. Tout d'abord des manifestations de masse à Paris, puis des manifestations de solidarité de femmes dans les villes de province, et enfin une grève de vingt-quatre heures accompagnée d'une grève de la faim dans les prisons. Le 14 octobre, Zouaoui transmet à son tour son plan d'actions détaillé au comité fédéral : action de masse dans la soirée du mardi 17 octobre, grève des cafés, commerces et hôtels le 18 ; une seconde action de masse dans la soirée du 19 et une manifestation de femmes et d'enfants devant la préfecture de police le 20,.
Le mot d'ordre est donné aux militants qui ne doivent le communiquer à la base que dans la journée même du 17 octobre pour que la police soit au courant le plus tard possible. Le « boycottage du couvre-feu raciste » doit être pacifique, c'est pourquoi tous les Algériens, hommes, femmes et enfants doivent y participer. Le port d'armes, même les plus insignifiantes, est absolument interdit. Omar Boudaoud souligne que tout manifestant pris avec « ne serait-ce qu'une épingle sur lui serait passible de la peine de mort », et des militants procèdent à des fouilles pour s'en assurer. Il est également demandé de rester sur le trottoir pour ne pas gêner la circulation. Les hommes seuls et les familles ont pour mission d'atteindre à 20 h 30 un certain nombre de lieux sur les principaux boulevards et places de la capitale. La participation à la manifestation revêt un caractère obligatoire, les abstentionnistes et les récalcitrants sont gravement menacés : « Ceux qui resteront dans leur chambre seront abattus » ou s'exposent à « de très graves sanctions ». Effet d'un penchant majoritaire des Algériens en faveur du FLN, ou de leur crainte des sanctions, les directives sont largement suivies.
La direction de la Fédération de France n'ignorait pas les risques que la tension consécutive aux attentats contre les policiers faisait courir à l'action prévue. Elle a néanmoins lancé le mot d'ordre d'une manifestation pacifique dans le double but politique d'impressionner le gouvernement français et d'affirmer sa force face au gouvernement provisoire algérien de Tunis. Selon l'historien Daniel Lefeuvre, du fait de la difficulté d'accès aux archives algériennes, il n'est toujours pas élucidé, en 2002, qui au sein de la fédération française du FLN pensait pouvoir tirer profit de cette action et décidait « d'organiser cette manifestation, vouée, d'emblée à être durement réprimée ».

### Mise en place du dispositif policier
Le « système Papon » établi entre juin 1958 et 1960 cherche à obtenir une connaissance approfondie de la communauté algérienne, l'information étant considérée comme l'élément le plus important dans la lutte contre la guérilla et les réseaux clandestins. Il se concrétise par un ensemble de contrôles administratifs, de leurres, d'actes d'intimidation, d'inspections d'hôtels, de fichages et d'opérations de renseignements. Il tente de supplanter le FLN en reproduisant une domination analogue. Maurice Papon accentue l'efficience de son système à la fin du mois d'août 1961. Jim House et Neil MacMaster voient dans la tentative désespérée du FLN pour se libérer de cette menace l'origine immédiate de la manifestation du 17 octobre.
La police est très mal informée des événements qui se préparent et c'est, semble-t-il, dans la matinée du 17 que l'information parvient au cabinet de Maurice Papon. En effet, une grève des cheminots à la gare Saint-Lazare a empêché certains travailleurs algériens de se rendre à leur lieu de travail en banlieue, si bien qu'ils se sont regroupés pour investir la Madeleine et l'Opéra et crier des slogans contre le couvre-feu plusieurs heures avant le début officiel de l'action. La police a ainsi trouvé sur l'un des manifestants le plan détaillé de l'événement à venir. À 16 h 20, tous les services de la préfecture de police reçoivent un télégramme informant que « Le FLN ordonne à tous les FMA de sortir ce soir 17 octobre en fin d'après-midi et en soirée sur les grands axes de la capitale […] afin de manifester pacifiquement contre les récentes mesures préfectorales ». Consigne est donnée dans ce même télégramme d'appréhender les manifestants, de conduire les hommes au Palais des sports, les femmes et les enfants au poste de police de la rue Thorel, dans le 2e arrondissement. Pour faire face à la manifestation, la préfecture mobilise 716 hommes de la police municipale, 662 hommes de la Gendarmerie mobile et 280 CRS, soit au total 1 658 hommes, à peine quelques sections de plus que pour les journées de monômes du Bac, la préfecture ne s'attend pas à la déferlante qui se prépare. Jean-Paul Brunet voit dans cette faiblesse extraordinaire des effectifs l'un des facteurs ayant conduit à la violence de la répression. Toutefois, pour Jim House et Neil MacMaster, le professionnalisme et l'expérience acquise par Maurice Papon conduisent à infirmer cette supposition.
La tension des policiers est extrême, car ils sont convaincus qu'ils vont affronter des manifestants violents et armés. Des informateurs leur ont précisé que les manifestants ne seraient pas armés mais, sur les fréquences radio des véhicules qui conduisent les policiers à leurs lieux d'affectation, sont diffusées de fausses informations annonçant que dans tel arrondissement cinq policiers ont déjà été tués par les Algériens, que dans tel autre il y a une dizaine de policiers blessés. Certains messages annoncent, dès le début de la manifestation, dix morts parmi les forces de l'ordre, des rumeurs font état d'une vingtaine de morts et une centaine de blessés, exacerbant ainsi la violence policière,,. Monique Hervo qui participe à la manifestation au pont de Neuilly témoigne du message radio mensonger suivant : « Il y a dix policiers tués à La Défense, plus de cent blessés ; les Algériens nous attaquent au couteau ».

### Déroulement de la manifestation
C'est à Mohamed Zouaoui qu'échoit l'organisation de la manifestation. Il prévoit de concentrer les cortèges dans trois secteurs : la zone de l'Étoile pour les Algériens de la banlieue ouest, les boulevards Saint-Michel et Saint-Germain pour ceux de la banlieue sud et enfin les Grands boulevards pour ceux des banlieues nord et nord-est. Le 17 octobre, il pleut en fin d'après-midi. Entre 20 000 et 30 000 Algériens, hommes, femmes et enfants, en habits du dimanche pour signifier leur volonté de dignité, commencent à se diriger vers les points de regroupements. Il est possible qu'il y ait eu jusqu'à 50 000 manifestants ; deux évaluations internes du FLN parlent l'une de 28 000, l'autre de 40 000 personnes. Paulette Péju, militante communiste engagée du côté du FLN et journaliste à Libération, témoigne : « Trente, quarante mille Algériens brusquement sortis du sol, des Grands Boulevards au Quartier Latin, de la Concorde à l'Étoile ».

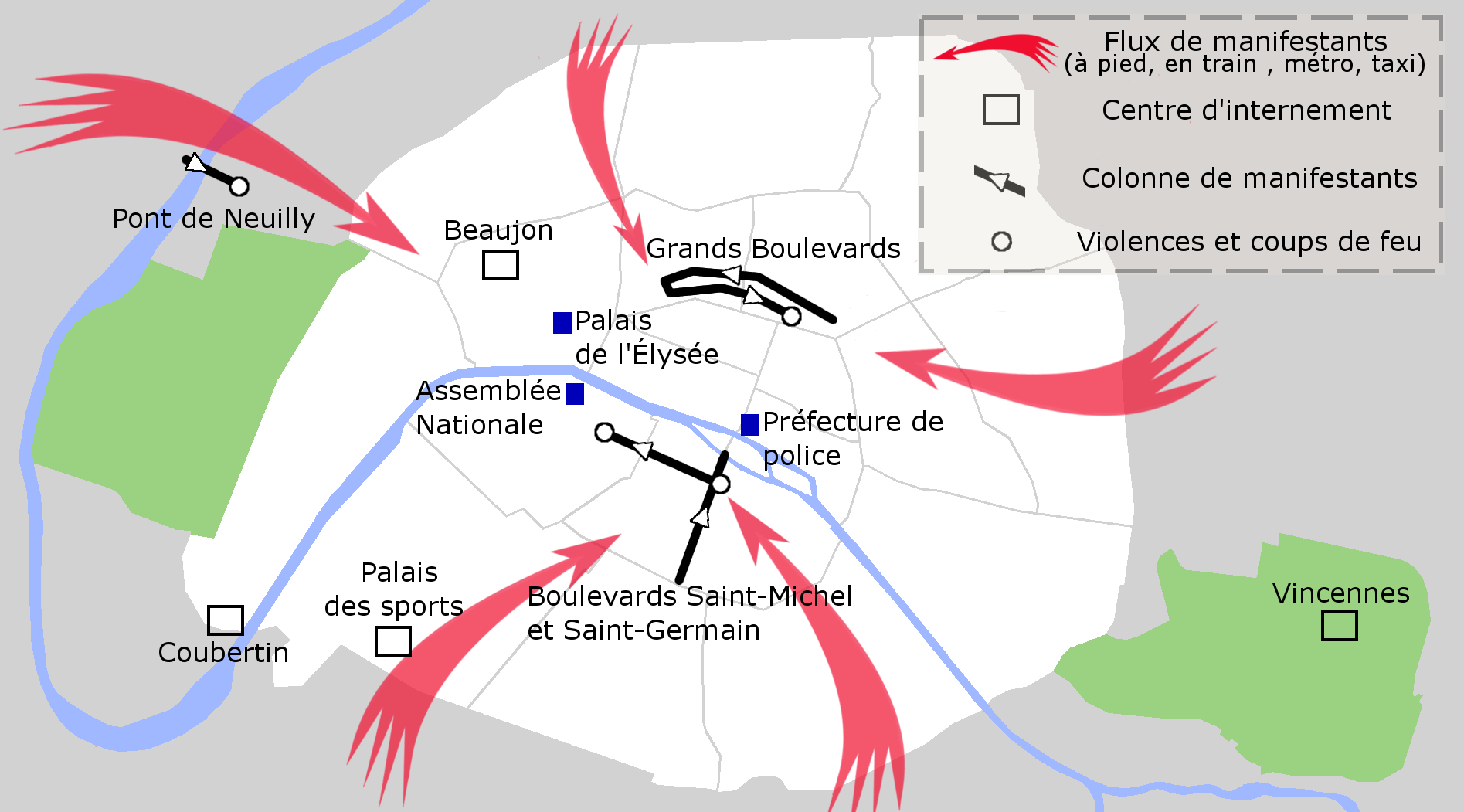
Les manifestations du 17 octobre 1961.

#### Du pont de Neuilly à la place de l’Étoile
Zouaoui programme la plus importante des trois manifestations sur toute la longueur de l'avenue des Champs-Élysées, depuis l'Arc de triomphe de l'Étoile jusqu'à la place de la Concorde. Une colonne de 10 000 personnes en provenance des bidonvilles et des quartiers populaires de la banlieue ouest (Nanterre, Bezons, Courbevoie, Colombes et Puteaux) se rassemble au rond-point de la Défense et se dirige vers le pont de Neuilly en vue de gagner le secteur de l'Étoile. Cette colonne est bloquée au pont de Neuilly où est installée une section de la FPA, sept hommes du commissariat de Puteaux et ultérieurement une section d'une compagnie d'intervention, soit en tout 65 hommes.
Au pont de Neuilly se déroule un des affrontements majeurs de la soirée. Jusqu'à 19 h, les policiers arrivent à faire face et dirigent au fur et à mesure 500 Algériens vers le commissariat de Puteaux. Mais vers 20 h ils sont débordés par l'afflux de manifestants : « Ils arrivaient par autobus, camionnettes, voitures de tourisme. Par ailleurs nous savions que les bidonvilles de Nanterre et Colombes se vidaient et qu'une colonne de manifestants était en route pour Paris ». Ce petit groupe de policiers va faire face à trois vagues successives. La première vers 20 h 30 compte un millier d'Algériens environ, une seconde vingt minutes après d'environ 2 000 manifestants et une troisième un quart d'heure plus tard d'à peu près 4 000 personnes. « Cette masse était très impressionnante, composée de femmes hurlant des youyou, d'enfants ». Les forces de police laissent passer les femmes et les enfants mais refoulent les hommes. Lorsque des milliers de manifestants sont au contact des policiers, ceux-ci font usage de leurs « bidules », ces longs bâtons en bois dur de 85 cm de long. Ce contact direct est une suite d'affrontements confus et au corps à corps. Les policiers, assaillis de toutes parts doivent repousser des manifestants « qui s'accrochent à eux telles des abeilles à un essaim, en essayant de les déborder ». Une cinquantaine de manifestants arrivent quand même à passer. Des coups de feu sont tirés. La contrainte du FLN se fait plus pressante : quand certains tentent de fuir, des militants les en empêchent.
Jean-Paul Brunet expose qu'il est probable que les « chocquistes » du FLN aient tiré en l'air les premiers coups de feu afin de provoquer un affrontement qui permette de briser le barrage de police et d'attribuer les victimes possibles aux forces de police.
En milieu de soirée, une dépêche de l'Agence France-Presse signale deux morts au pont de Neuilly et le préfet de police, ne pouvant les nier, affirmera que les policiers n'ont fait que se défendre en répondant à d'autres tirs.
Du fait qu'aucun policier n'ait été touché, Jim House et Neil MacMaster penchent pour l'hypothèse de tirs venant des forces de l'ordre. Que les policiers aient tiré et qu'ils se soient livrés à des actes d'une violence extrême n'est pas contesté. Un témoin affirme avoir vu « deux gardiens de la paix tirer en l'air pour tenter d'impressionner un groupe de Nord-Africains qui les bombardaient d'objets divers ». Il y a eu des morts dans ce secteur et Jim House et Neil Macmaster déclarent qu'il n'est pas contestable que durant toute la nuit des hommes aient été jetés dans la Seine depuis les ponts de Neuilly, d'Argenteuil ou d'Asnières.
D'autres manifestants ont pu atteindre le secteur de l'Étoile par le métro, mais de nombreux cars de police se tiennent prêts à recevoir les Algériens qui sortent des bouches de métro pour les diriger vers les centres d'internement. Plus de 2 500 Algériens sont appréhendés dans ce secteur où les violences restent à un niveau modeste. Il en est de même dans les secteurs de la Concorde et dans une moindre mesure, de l'Opéra où 2 000 manifestants sont conduits aux centres d'identification.

#### Entre la place de la République et l'Opéra
Zouaoui avait eu l'idée de deux colonnes distinctes, l'une partant de République se dirigeant vers l'Opéra pour les Algériens vivant dans les arrondissements et les banlieues situées à l'est et au nord-est, l'autre pour ceux du nord et du nord-ouest qui marcherait vers République à partir de la place de l'Opéra ; mais les arrestations de masse au métro Opéra et dans les stations voisines empêchent le second regroupement. Par contre, les Algériens réussissent leur rassemblement place de la République et commencent à défiler en bon ordre en direction de l'Opéra. Ils brandissent des drapeaux et écharpes aux couleurs vertes et blanches du FLN et scandent les slogans « Algérie algérienne », « Libérez Ben Bella ». En voyant surgir cette masse de manifestants, les passants européens pris de peur se sauvent. Puis la manifestation se heurte vers 21 h à deux compagnies de CRS devant le cinéma Rex. Des coups de feu partent d'un car de police transportant des interpellés vers le commissariat de la rue Thorel et qui est bloqué par des manifestants. Les incidents de ce secteur sont particulièrement violents et sanglants, l'état de la voie publique sera comparable à celui du Pont de Neuilly : débris de verre, chaussures perdues, flaques de sang, nombreux blessés gisant sur le trottoir,. Il semble n'y avoir eu sur place que des blessés mais l'un d'entre eux, le métropolitain Guy Chevalier, meurt à son arrivée à l'hôpital.

#### Boulevards Saint-Michel et Saint-Germain
Le troisième secteur d'affrontements violents est celui des boulevards Saint-Michel et Saint-Germain, à proximité de la préfecture de police où les cars conduisent certains manifestants interpellés, plus d'un millier au total. À l'intersection entre les deux boulevards, les forces de police encerclent les manifestants qu'ils chargent et frappent. Pour échapper aux coups des policiers, plusieurs préfèrent se jeter du pont Saint-Michel. Des échauffourées se prolongent jusqu'à 22 h 30 boulevard Saint-Germain et dans le secteur de Saint-Sulpice où des coups de feu sont tirés. Au cours de l'enquête consécutive, les policiers affirment avoir riposté aux tirs des Algériens ou avoir vu deux hommes « se retourner portant la main à la poche »,.

### Dans les centres d'identification
De 17 h à minuit et demi, une noria de cars de police et d'autobus réquisitionnés débarquent entre 6 000 et 7 000 Algériens au Palais des sports de la porte de Versailles. Avec une moyenne de 40 personnes par véhicule, les détenus subissent un véritable entassement au cours de ces transports. Le Palais des sports étant saturé à partir de minuit et demi, les 32 derniers cars contenant 2 623 « FMA » (« Français musulmans d'Algérie », selon la dénomination de l'époque) sont dirigés vers le stade Pierre-de-Coubertin. Des centaines de manifestants blessés ont été dirigés sur des hôpitaux. Dans cinq hôpitaux seulement, on compte 260 blessés hospitalisés. Jean-Paul Brunet note que sur ces 260 blessés, 88 sont entrés entre le 19 et le 21, ce qui témoignerait de la persistance des brutalités policières bien au-delà de la nuit du 17 octobre. Parmi les policiers, une dizaine a été conduite à la Maison de santé des gardiens de la paix pour des blessures légères. Certains des blessés hospitalisés viennent du Palais des sports où les 150 policiers qui assurent la garde des détenus se livrent à des brutalités dont le syndicaliste policier Gérard Monate dira dans les semaines suivantes « …d'après ce que nous savons, il y a eu une trentaine de cas absolument indéfendables ». Tous les internés ne sont pas systématiquement frappés au Palais des sports, mais des sévices sont également exercés avant l'arrivée, dans les commissariats ou pendant les transports au Palais des sports, au stade Coubertin, au Parc des expositions, certains au Centre d'identification de Vincennes pour être ensuite expulsés vers l'Algérie. Jean-Luc Einaudi a recueilli nombre de témoignages d'appelés du contingent affectés au service sanitaire, d'assistantes sociales et même de certains policiers décrivant la « vision d'horreur » qui les a saisis à l'entrée du Palais des sports ou du stade Pierre-de-Coubertin. Les sévices sur les détenus se poursuivent jusqu'au 20 octobre où la salle de spectacle doit être libérée pour un concert de Ray Charles.
Dans la cour de la préfecture de police de l'île de la Cité les 1 200 détenus sont reçus par des « comités d'accueil ». Vingt blessés graves, souvent victimes de traumatisme crânien, doivent être évacués vers l'Hôtel-Dieu et d'autres hôpitaux,.

### 18 octobreet jours suivants
Le FLN avait prévu une grève générale des commerçants nord-africains et une nouvelle manifestation sur la voie publique, mais il ne bénéficie plus de l'effet de surprise. À 12 h 30, 60 % des quelque 1 400 commerces concernés sont effectivement fermés et pour les faire rouvrir les simples admonestations policières restent sans effet. Il faut attendre 17 h pour qu'un ordre soit donné d'arrêter les commerçants grévistes. 79 commerçants sont effectivement arrêtés, la menace est assez efficace pour faire rouvrir les commerces à partir de 18 h 30.
Pour les manifestations de la soirée, l'encadrement du FLN est considérablement affaibli par les arrestations de la veille, alors que la police a mobilisé 3 000 hommes, substantiellement plus que les 1 658 de la veille. La préfecture de police a fait le choix, ce soir-là, de privilégier la dispersion énergique aux arrestations massives. Les 1 856 arrestations du 18 octobre s'ajouteront quand même aux 11 518 de la veille. Dans ces conditions, les seules véritables manifestations rassemblant quelques milliers de personnes se déroulent en banlieue, à Nanterre et à Colombes. À Nanterre, un véhicule de police est atteint par une balle. Les policiers ripostent, faisant huit blessés.
Le 20 octobre est prévu pour être la journée des femmes et des enfants (qui doivent manquer l'école et accompagner leurs mères), car la répression et les arrestations massives excluent toute nouvelle action d'Algériens de sexe masculin. Les manifestantes, peu nombreuses, se sont fait intercepter pour la plupart aux arrêts d'autobus, dans les gares, voire dès la sortie de chez elles. On observe qu'une cinquantaine de femmes musulmanes avaient trouvé asile à la Maison départementale de Nanterre afin de ne pas aller manifester. Le plus grand nombre est conduit à l'hôpital Saint-Anne. Le bilan établi par la préfecture de police en fin de soirée indiquait que 979 femmes et 595 enfants avaient été conduits dans les centres et foyers sociaux, puis en cours de soirée, ramenés par une vingtaine d'autobus réquisitionnés et déposés à proximité de leur domicile,.

### Dénombrement des morts
Dès le lendemain, la préfecture de police communique un bilan se montant à deux morts parmi les manifestants. De fait, les archives de l'institut médico-légal de Paris n'enregistrent aucune entrée de corps de Nord-Africain à la date du 17 octobre,. Établie fin octobre, une liste, que la mission Mandelkern retrouve dans les archives du cabinet du préfet, dénombre sept décès survenus dans le ressort de la préfecture de police,,.
Le 20 octobre, un communiqué du GPRA soutient que le nombre de morts s'élève « à près de cinquante, parmi lesquels plusieurs femmes », que « les blessés se chiffrent par centaines » et qu'il y a « plus de cent disparus ». Le lendemain, l'Union générale des étudiants musulmans algériens (UGEMA) affirme que « des dizaines d'Algériennes et d'Algériens sont tombés sous les balles des colonialistes ». Cependant, selon Jean-Paul Brunet, le FLN n'a jamais avancé le nom d'une seule femme tuée ni prouvé que les fusillades aient eu plus qu'un caractère très limité.
En 2006, Jim House et Neil MacMaster notent que le nombre exact d'Algériens tués par les forces de l'ordre reste la question la plus ardemment débattue, les deux protagonistes de cette bataille de chiffres étant Jean-Luc Einaudi et Jean-Paul Brunet. Les historiens britanniques qualifient de minimaliste l'estimation de Brunet, de 30 à 50 morts pour le 17 octobre et les journées suivantes. À propos des 393 décès recensés par Einaudi, ils relèvent que sur les 246 dont la date est connue, 141 ont été enregistrés avant le 17 octobre : les chiffres de Brunet et d'Einaudi couramment cités ne concernent donc pas la même période. Quant aux disparitions, beaucoup d'entre elles s'expliquent par le refoulement en Algérie de plus de 1 781 militants dans les semaines qui suivent. Aucun arrêté ministériel prononçant des mesures d'éloignement ne figure dans les archives de la direction de la réglementation du ministère de l'intérieur.
Jean-Paul Brunet calcule quant à lui que dans la liste de victimes dressée par Jean-Luc Einaudi, 57 seulement sont décédées les 17 et 18 octobre : « la répression ne serait donc responsable que d'une minorité des morts algériens ». Y relevant également une majorité de décès antérieurs au 17 octobre, il accuse Jean-Luc Einaudi d'avoir manipulé les chiffres, additionnant les cadavres non identifiés reçus à l’institut médico-légal au nombre des disparus et à celui des Algériens transférés administrativement en Algérie après qu’ils eurent été arrêtés le 17 octobre. Il affirme enfin qu’Einaudi a compté plusieurs fois les mêmes individus sous des orthographes différentes. Le 26 mars 1999, Maurice Papon est débouté de sa plainte, pour diffamation, contre Jean-Luc Einaudi.
D'autres divergences portent sur la désignation des meurtriers des 109 victimes algériennes enregistrées par l'institut médico-légal à l'automne 1961. Jean-Paul Brunet « reste abasourdi » de voir Jean-Luc Einaudi attribuer « systématiquement à la police française toutes les morts de Nord-Africains ». Il impute pour sa part un grand nombre d'entre elles au FLN, alors que dans l'ensemble, Jim House et Neil MacMaster se rangent du côté d'Einaudi et en attribuent l'essentiel aux violences policières, tout en y ajoutant un nombre considérable de morts non enregistrés par l'institut médico-légal.
En effet, un autre aspect de la question concerne la possibilité que des corps n'aient pas été retrouvés et n'aient pas été enregistrés à l'institut médico-légal. Pour Brunet, la culture policière rejette toute dissimulation de cadavres. Pour Jim House et Neil MacMaster, on peut cependant penser que « certains corps ont été enterrés en secret plutôt que d'être remis aux autorités françaises tant redoutées. » Brunet rejette cette possibilité : « hormis peut-être quelques cas extrêmes, on voit mal comment dans un pays démocratique cette éventualité aurait pu se produire et comment, après presque un demi-siècle, des restes humains n’auraient pas été retrouvés. »
Pour la nuit du 17 octobre, Benjamin Stora cite trois nombres : 38 morts selon un rapport commandé par Jean-Pierre Chevènement, 48 selon celui demandé par Élisabeth Guigou et 98 selon les recherches menées par Linda Amiri et lui ; soit, en élargissant aux semaines précédentes et suivantes, environ 300 morts en 3 mois. Pour Jim House et Neil MacMaster, la répression a fait bien plus de 120 morts au cours d'un « cycle de deux mois connaissant son pic le plus visible dans la nuit du 17 octobre ». Dans une présentation faite à l'occasion du cinquantenaire du massacre, le quotidien Le Monde évoque l'exécution de « dizaines d'Algériens, peut-être entre 150 et 200 ».

## Réactions de la presse
Dans la nuit du 17 au 18 octobre, Maurice Papon publie un communiqué annonçant que la police a dispersé une manifestation à laquelle, selon lui, la grande masse des Algériens avait dû participer sous la contrainte du FLN et que « des coups de feu avaient été tirés sur les forces de police qui avaient répliqué », faisant deux morts et plusieurs blessés. Il révèle également qu'une douzaine d'officiers de police se trouvent hospitalisés et déclare le renvoi prochain en Algérie d'une majorité de manifestants arrêtés. Dans la nuit du 18 lors d'une session de l'Assemblée nationale, le ministre de l'Intérieur Roger Frey présente une version similaire.
En raison de la censure, la presse quotidienne du lendemain immédiat, le 18, imprimée dans la nuit, ne dispose que de cette brève version officielle. Mais en milieu de soirée, l'AFP a annoncé deux morts et dès le 19, les journaux publient une version plus détaillée des événements car de nombreux journalistes se rendent, et pour la première fois, dans les bidonvilles de la banlieue parisienne. Ils y découvrent les signes d'une violence policière qui a sévi non seulement le 17 mais aussi dans la période précédente.
L'Humanité et Libération ont réfuté nettement le bilan gouvernemental, et même le Figaro a publié des articles sur les exactions commises par la police, évoquant par exemple des « scènes de violence à froid » dans les centres d'internement. Le Monde rendra également compte de ces conditions de détention exécrables et de l'invraisemblance des annonces officielles.
Par contre, dans l'ensemble, la presse populaire de droite, notamment le Parisien libéré, l'Aurore et Paris Match reproduisent la version officielle à laquelle va adhérer la majorité de la population française. Le Parisien libéré défend l'action du préfet et rejette la faute sur « les seuls manifestants », en dénonçant Paris « envahi par les meneurs et les tueurs ».
Les hebdomadaires alors positionnés à gauche, comme l'Express, Esprit, les Temps modernes, constatant la violence de la semaine du 17 au 20 octobre, soulignent à quel point la répression en France ressemble à celle qu'ils dénoncent déjà en Algérie.
Le numéro de Témoignage chrétien daté du 27 octobre consacrera un dossier complet au massacre des Algériens, avec un éditorial d'Hervé Bourges et le témoignage et les photos d'Élie Kagan. D'autres photos de ce dernier paraîtront dans le journal de gauche France Observateur.
Le Monde nuance le propos en rappelant le contexte d'attentats du FLN. Jacques Fauvet, un de ses éditorialistes, estimera dans son éditorial du 19 octobre que : « Le FLN ne manquera pas d'exploiter les sanglants incidents de Paris, et les atroces "ratonnades" d'Oran. Pourtant il en porte la responsabilité puisque, ici et là, c'est le terrorisme musulman qui est à l'origine de ces drames. »
La radio, en revanche, ne révèle pas les événements et la télévision française (il n'y a à cette époque qu'une seule chaine, qui est une chaine d'État) raille la presse américaine, accusée d'avoir affirmé que « la Seine charriait des cadavres d'Algériens ».
L’événement bénéficia aussi d'un écho médiatique à l'international. Le New York Times plaça cet événement en première page, les 18, 19, 20 et 22 octobre 1961. Dans son édition dominicale du 20 octobre, l'article du journal américain en décrit la violence en ces termes : « Les habitants de la capitale pour qui la guerre d’Algérie était largement restée une abstraction, ont vu cette réalité les rattraper à domicile avec la bataille rangée entre la police et les émeutiers musulmans manifestant pour l’indépendance de l’Algérie ».

## Répercussions politiques

### Réactions des parlementaires
Le ministre de l'Intérieur, devant l'Assemblée nationale le 19 octobre, faisait valoir qu'« on aurait pu liquider l'affaire en moins de deux heures de temps. Un régiment de paras aurait en effet flanqué 500 musulmans par terre. C'est pourquoi on n'a pas fait venir les paras pour ne pas avoir 500 musulmans tués ».
À la fin du mois d'octobre, Maurice Papon et le ministre de l'intérieur Roger Frey doivent faire face à un feu roulant de questions embarrassantes, d'abord au conseil municipal de la ville de Paris le 27, puis à l'Assemblée nationale le 30 et enfin au Sénat le 31. Au conseil municipal de Paris, Claude Bourdet demande s'il est vrai qu'aucun policier n'a été blessé par balle, que des rumeurs faisant état de morts de policiers se sont propagées la soirée du 17, sur les ondes de la police, que 50 Algériens ont été tués dans la cour de la préfecture, et s'il est vrai, enfin, que 150 cadavres ont été repêchés dans la Seine. Papon répond : « la police parisienne a fait ce qu'elle devait faire ». Le parti de Claude Bourdet, le PSU, décide d'organiser une manifestation clandestine le 1er novembre 1961. Par ailleurs, la demande de Claude Bourdet de constitution d'une commission d'enquête est rejetée par 43 voix contre 39. À l'Assemblée nationale, c'est le député Eugène Claudius-Petit, de sensibilité Centre gauche qui lance une attaque féroce contre la police mettant en évidence les incohérences de la version du ministre de l'intérieur. Il lance dans l'hémicycle : « la bête hideuse du racisme est lâchée ». Au Sénat, c'est le socialiste Gaston Defferre qui lance l'attaque, se fondant sur un dossier préparé par Hervé Bourges. Frey répond en défendant les policiers, victimes des terroristes et maintenant en butte à des « rumeurs odieuses » et à une campagne de « dénigrement ». Il ne peut refuser la création d'une commission d'enquête, mais la veille du débat au Sénat, des informations judiciaires sur la mort de 27 Algériens avaient été connues et le 30 novembre Frey se retranchera devant la loi qui interdit la constitution de commissions d'enquête pour les affaires traitées par la justice pour déclarer qu'il était délié de son engagement avec Defferre.

### Position du gouvernement français et du GPRA
On sait très peu de choses sur les réactions aux événements d'octobre au plus haut niveau du pouvoir. Ni de Gaulle ni ses ministres ne font mention des événements dans leurs mémoires ou dans des confidences recueillies par tel ou tel. Le général de Gaulle, mis au courant des événements, aurait commenté « C'est secondaire, mais inacceptable » quand on lui fit le compte rendu de la sanglante répression.
Le 28 octobre, lorsque les émissaires français et algériens se rencontrent à nouveau à Bâle, les dirigeants français comme ceux du FLN reconnaissent implicitement qu'il est dans leur intérêt mutuel d'oublier les événements sanglants du 17 octobre pour pouvoir passer à autre chose. Jim House et Neil MacMaster citent Malek, l'un des négociateurs algériens, qui observe que le GPRA voit dans le 17 octobre la « démarche classique de tout pouvoir établi d'accroître la pression sur l'ennemi au moment même où l'on s'apprête à négocier avec lui »,.

### La thèse de l'occultation
Une nouvelle interprétation des événements a été proposée par Jim House et Neil MacMaster, dans un livre publié en février 2008, peu après les polémiques suscitées par la loi mémorielle évoquant un rôle positif de la colonisation. Le livre estime que le massacre de 1961 aurait fait l'objet d'une occultation, à gauche comme à droite en France, mais aussi côté algérien. Selon d'autres sources au contraire, seuls l'extrême-droite et une partie de la droite gaulliste nient la réalité du massacre. D'après Constantin Melnik il a eu des ordres qui ont été donnés par le gouvernement en place au préfet Papon.
Derrière l'absence d'écho donné à ces événements pendant près de trois décennies, on trouve en premier lieu, selon House et Neil MacMaster, le désir du gouvernement français de l'époque de nier les faits et de les dissimuler, ensuite la crainte de la part de la gauche institutionnelle que ce drame ne recouvre la mémoire des huit morts de la manifestation de Charonne contre l'OAS en février 1962, cinq mois après octobre 1961, mais aussi, de manière plus évidente, le souhait des premiers dirigeants de l'Algérie indépendante qu'on évite de parler d'une mobilisation organisée par des responsables devenus pour la plupart des opposants. Trois désirs d'oubli auraient selon cette thèse ainsi convergé pour fabriquer ce long silence.
L'État français, à l'époque du massacre, était par ailleurs mobilisé par le durcissement des discours et des actions contre l'OAS, dont les attentats font près d'un millier de morts en un an, et la sévère répression des manifestations de gauche. L'attention portée à cette dernière conduit à une forme d'occultation, dans les semaines qui suivent les événements de la nuit du 17 octobre : un mois après, à partir de la mi-novembre il ne reste plus que trois journaux à s'y référer,.
Côté algérien, afin d'éviter d'irriter les négociateurs français pendant le déroulement des pourparlers de paix, le GPRA met sous le boisseau les événements du 17 octobre. Il se soucie en priorité de ces négociations cruciales et de la grève de la faim de trois semaines des militants FLN emprisonnés, qui commence le 1er novembre, date anniversaire de la Toussaint rouge.
Du côté de la gauche, alors dans l'opposition, les divisions se sont répercutées sur ses capacités de réaction et ont favorisé en son sein des interprétations divergentes, d'autant que ni la Fédération de France du FLN ni le GPRA n’ont cherché à mobiliser l'opinion française. La gauche en éprouvera un sentiment de honte et développera « par la suite un besoin de « rattrapage » et de compensation politique », selon House et MacMaster.
Par ailleurs, beaucoup plus tard, la mémoire entretenue sur d'autres violences liées à la fin de la guerre d'Algérie, comme les multiples attentats meurtriers de l'OAS, la fusillade de la rue d'Isly le 26 mars 1962, les représailles contre les pieds-noirs et les massacres de harkis, auraient selon cette thèse contribué à effacer des mémoires le souvenir d'octobre 1961, même si le gouvernement avait édicté dès mars 1962 un décret d’amnistie portant sur l’ensemble des crimes et délits commis en relation avec les opérations de maintien de l’ordre lors de la guerre d'Algérie.

### Révélations de 2022 sur l'information du général de Gaulle
Le journal Mediapart présente en juin 2022 des documents tirés des archives de la présidence de Gaulle, récemment déclassifiées, qui attesteraient que le président de la République a été rapidement au courant de l'ampleur du massacre et des actes criminels de la police française le 17 octobre et les semaines suivantes. Des historiens spécialistes de la période confirment au journal que ces documents attestent que le général a été informé de la situation les jours suivant le massacre. Certains documents présentent la volonté de Charles de Gaulle de sanctionner les coupables et de refuser que s'installe une impunité au sein de la police française. Selon l'historien Gilles Manceron, la volonté de sanction de de Gaulle est empêchée par ses craintes de fracturer sa majorité politique.

## Historiographie et aspects mémoriels

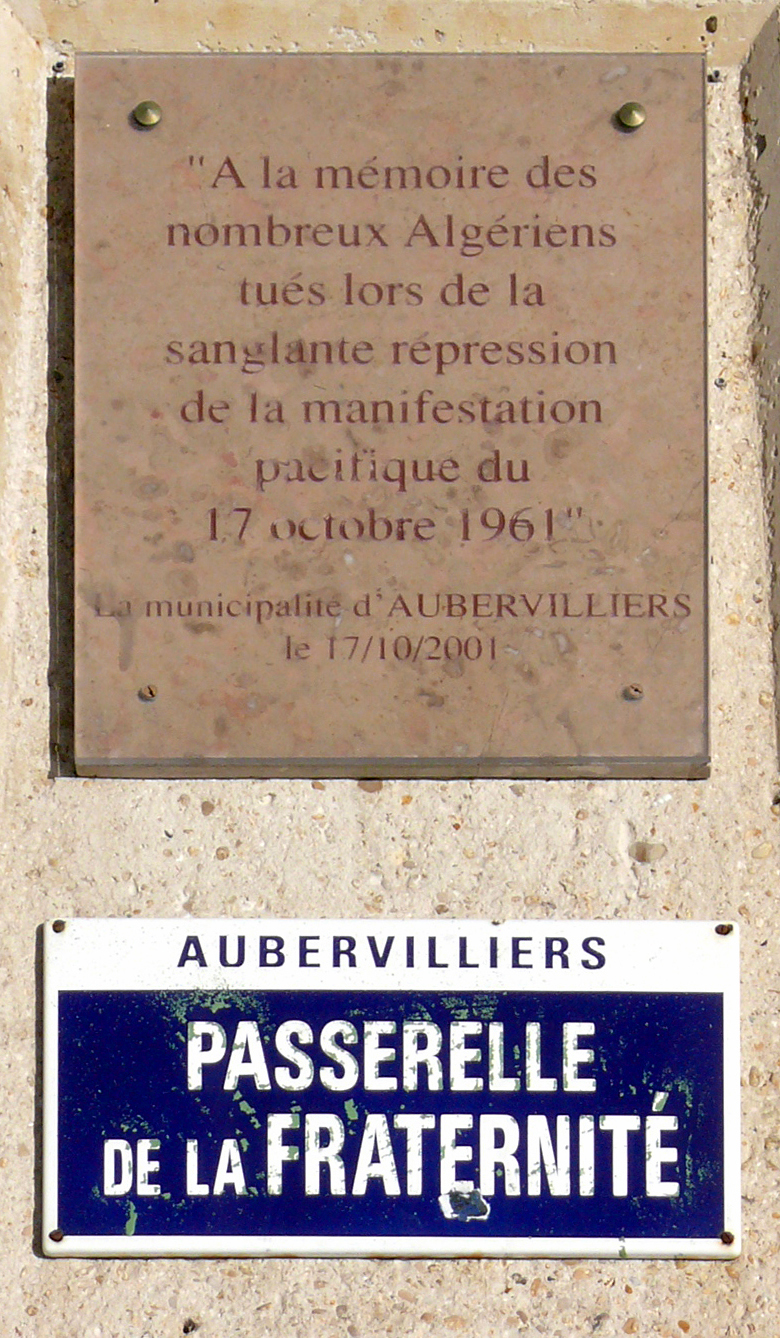
Plaque commémorative implantée sur une passerelle d'Aubervilliers, sur le canal Saint-Denis.

### Des événements àLa Bataille de Paris
Mandatée par la Fédération de France quelques jours avant la manifestation, Paulette Péju rédige rapidement un récit détaillé des événements d'octobre, qui sera publié en novembre par François Maspero. L'ouvrage, intitulé Ratonnades à Paris et présenté comme un recueil d'articles de presse, sera promptement interdit à la vente. De novembre 1961 à mars 1962, Jacques Panijel, par ailleurs membre du comité Audin, tourne Octobre à Paris à partir de témoignages de victimes. Ce documentaire est interdit de diffusion mais d'après Jean-Paul Nozière le film circulait clandestinement en France, de fac en fac, et des milliers d'étudiants l'ont vu. Projeté également clandestinement à Paris, Cannes ou Venise et en différentes occasions, le visa d'exploitation lui est accordé tardivement en 1973, grâce à René Vautier, sans que sa diffusion soit pour autant envisagée. Il a finalement été distribué dans quelques salles en octobre 2011, à l'occasion du cinquantenaire des événements,.
Hormis le livre de William Gardner Smith The Stone face paru en 1963 aux Etats-Unis (mais seulement paru en français en 2021 sous le titre Le Visage de pierre), et quelques mentions éparses, le silence est brisé d'abord par un long article du journaliste Jean-Louis Péninou dans le journal Libération le 17 octobre 1981. Le premier livre important, dû à Michel Levine, paraît en 1985 : Les Ratonnades d'octobre : Un meurtre collectif à Paris en 1961. L'ouvrage, pratiquement ignoré des critiques et du public lors de sa parution, avait été précédé en 1984 d'un roman de l'écrivain Didier Daeninckx, Meurtres pour mémoire, qui évoque sans le nommer Maurice Papon, en liant un ancien collaborateur au massacre de 1961. En 1986, Ali Haroun, l'un des cinq membres du comité fédéral de la Fédération de France du FLN basé à Cologne, publie La 7e Wilaya, qui donne des informations sur la Fédération de France et notamment sur la journée du 17 octobre. L'année suivante, Mohammed Harbi, lui aussi ancien membre du comité fédéral, publie dans la revue Sou'al d'autres documents provenant du FLN et concernant l'organisation de la journée du 17. Autre témoin, mais de l'autre côté, Maurice Papon publie en 1988 les Chevaux du pouvoir, où il valorise son rôle dans la défaite du FLN et maintient ce qui était en 1961 la version officielle des événements.
En 1991, paraît La Bataille de Paris, 17 octobre 1961 de Jean-Luc Einaudi, que Jim House et Neil MacMaster ont qualifié par la suite de « travail le plus remarquable et le plus influent de tous ceux publiés à cette date sur les événements », mais que Jean-Paul Brunet condamne, selon lui, tant pour son manque de professionnalisme que pour son point de vue militant,. Einaudi qui n'a pas eu accès aux archives de la police, a tiré un certain nombre d'informations nouvelles des archives d'Ali Haroun et de témoignages tant français qu'étrangers. À l'époque à laquelle sort son livre, le public est beaucoup plus réceptif que six ans avant, lorsque Levine avait publié le sien. À la suite de son travail, Anne Tristan publie un recueil photographique, Le Silence du Fleuve, et les documentaristes britanniques Philip Brooks et Alan Hayling produisent pour la télévision le documentaire qui sera diffusé le 2 mars 1993 par France 3.

### Depuis le procès de Maurice Papon

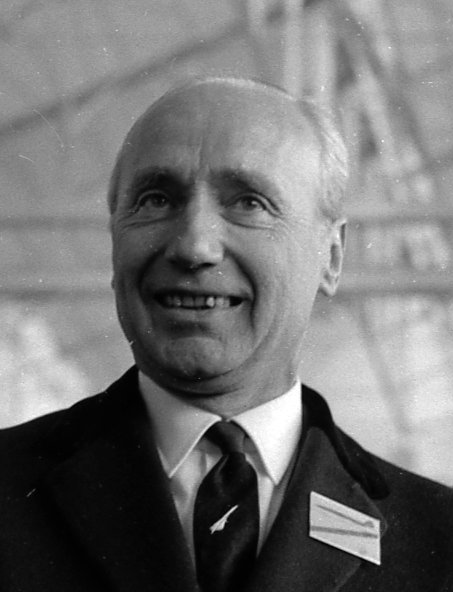
Maurice Papon en 1967.

Le procès très médiatisé de Maurice Papon, qui se déroule entre octobre 1997 et avril 1998, provoque un regain d'intérêt pour les événements d'octobre auxquels l'accusé avait été mêlé de près. Bien que les chefs d'accusation portent strictement sur la période de l'occupation, Einaudi est appelé à témoigner sur le rôle de Papon dans les violences de 1961. La publicité entourant le procès amène le ministre de l'intérieur, Jean-Pierre Chevènement, à créer une commission chargée d'examiner les archives de la police sous la présidence de Dieudonné Mandelkern, qui remet discrètement son rapport à la presse en mai 1998. Trois historiens, dont Jean-Paul Brunet qui avait déposé une demande dès avril 1992, sont alors autorisés à accéder aux documents originaux contenus dans les archives. Le 3 juin 1998, la ministre de la Justice, Élisabeth Guigou, crée, pour examiner les archives judiciaires, une autre commission d'enquête dirigée par Jean Géronimi.
Le 17 juillet 1998, Maurice Papon porte plainte pour diffamation contre Jean-Luc Einaudi, qui a écrit dans le journal Le Monde du 20 mai : « En octobre 1961, il y eut à Paris un massacre perpétré par des forces de l’ordre agissant sous les ordres de Maurice Papon »,. L'ancien préfet de police est débouté de sa demande en mars 1999, au motif que l'« on ne saurait faire grief à un historien […] d'avoir manqué de circonspection […] dans une formule conclusive », et Jean-Luc Einaudi relaxé au bénéfice de la bonne foi. La présence au procès de nombreux témoins des événements éveille l'intérêt des médias.
En 1999, le rapport commandé par Elisabeth Guigou à Jean Géronimi évalue à 48 le nombre de victimes mortes de violences à Paris, Versailles et Pontoise lors des manifestations des 17 et 18 octobre 1961,. Au sujet de ces deux jours et, plus largement, des faits commis à Paris à l'encontre des Français musulmans d'Algérie durant l'année 1961, le rapporteur conclut : « Compte tenu des lacunes des archives judiciaires, [...] une meilleure appréhension passe par l'accès aux archives conservées par d'autres services que l'institution judiciaire, tels que les hôpitaux de Paris et la Commission de sauvegarde des libertés publiques »,.
L'exploitation des archives permet à Jean-Paul Brunet de publier en 1999 Police contre FLN, où il conclut à un nombre de victimes des violences policières bien inférieur à celui mis en avant par Jean-Luc Einaudi. Reprenant la question dans le numéro de novembre 2001 de la revue Esprit, Paul Thibaud estime qu'« Einaudi entasse les pièces d'un réquisitoire alors que Brunet essaie d'écrire une histoire » ; ainsi, « beaucoup des résumés d'enquête qu'Einaudi nous livre ne permettent pas de savoir qui a tué » mais, suivant un « choix global et politique », les décès sont mis au compte de la police afin d'exonérer le FLN « des visées totalitaires » que lui attribue Brunet. Dans son livre Charonne : Lumières sur une tragédie, publié en 2003, celui-ci revient à nouveau sur les manifestations du 17 octobre 1961. Y voyant le point de départ de la « construction d'une légende », il s'attache à démontrer les inexactitudes de Jean-Luc Einaudi. Sans nier la violence de la répression policière, il affirme que la thèse du « massacre général » est un « mythe forgé pour les besoins d'une cause militante bien incertaine » par un auteur dont « la vérité historique n'est pas le souci premier »,.
Dans Paris 1961, les Algériens, la terreur d'État et la mémoire, publié en anglais en 2006 et traduit en français en 2008, Jim House et Neil MacMaster notent que « la question controversée de l'échelle de la répression de 1961, de plus en plus politisée, devient un élément essentiel des enjeux mémoriels de la guerre d'Algérie ». Sarah Howard, autre historienne britannique, critique leur partialité, notamment concernant le nombre de victimes, envers Jean-Paul Brunet. Ce dernier, revenant en 2008 sur l'étude de Jim House et Neil MacMaster, parle de « dénaturation de l'histoire » par une attitude d'enquête « politiquement correcte » : il reproche aux deux Britanniques de porter contre la préfecture de police une accusation grave, celle d'avoir elle-même ordonné des meurtres, sans l'étayer par aucune preuve ; il relève de plus qu'ils n'évoquent nulle part le cas des Algériens pourtant nombreux, selon lui, à avoir refusé d'obéir aux directives du FLN et à l'avoir payé de leur vie.
Christian Chevandier, spécialiste d'histoire des pratiques professionnelles, étudie ce qu'il appelle les « massacres à Paris » dans un chapitre de son histoire des gardiens de la paix et met en perspective le 17 octobre 1961 avec février 1934, la manifestation du 14 juillet 1953 et Charonne.

### Mises en cause de la qualification de massacre
L'historien Jean-Paul Brunet, qui estime de trente à cinquante les victimes décédées, indique que vu le « nombre limité de morts, on ne peut en bon français parler de massacre ». S'appuyant sur une autre définition, les deux auteurs anglais Jim House et Neil MacMaster renoncent au titre Paris massacre parce qu'il ne s'agit pas d'un « événement isolé, explosif, survenu en un lieu et un moment unique ».

Pendant le procès en diffamation intenté par Maurice Papon à l'écrivain Jean-Luc Einaudi et face au substitut Lesclous qui utilise le terme de « massacre », Me Varaut soutient que : 

« Le sang a appelé le sang et jamais on n'aurait dû arriver à ça, [...] mais un massacre implique une organisation. Ce soir du 17 octobre, il ne s'agissait pas d'un Sabra et Chatila, d'un Oradour.  La police n'était pas préparée pour faire une Saint-Barthélemy. Ce n'était pas un massacre ! »

### Commémoration et reconnaissance officielle

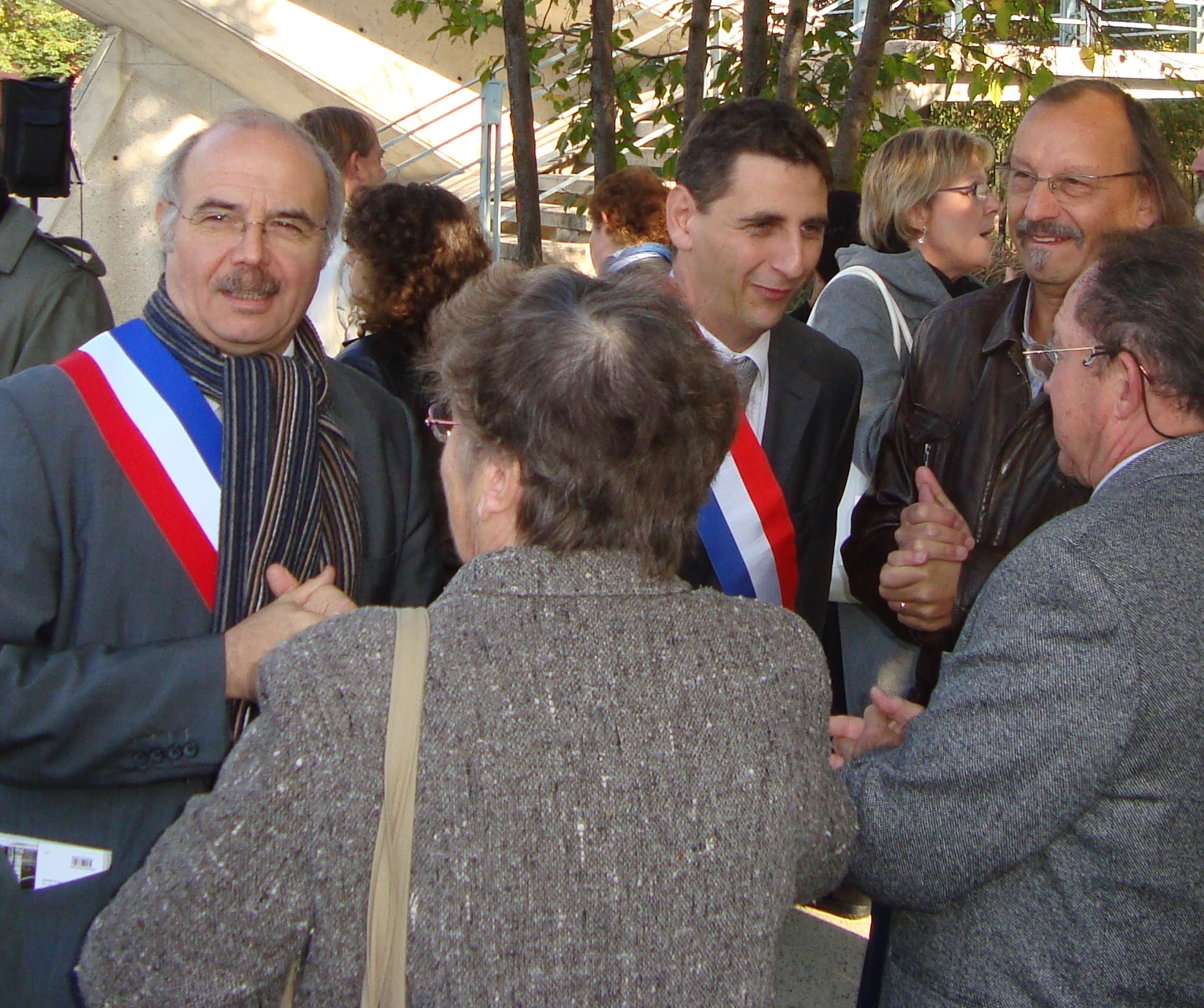
Daniel Goldberg, Jacques Salvator et Didier Daeninckx à un hommage aux victimes, le 17 octobre 2008 à Aubervilliers.

Plaque commémorative du pont Saint-Michel, apposée 40 ans après le massacre.

Le 17 octobre 1991 a lieu la première commémoration officielle du massacre, organisée par des beurs à la suite de la diffusion d'une série d'Antenne 2 Les années algériennes,.
Le 17 octobre 2001, quarante ans après le massacre, l'événement a été officiellement reconnu par la ville de Paris à travers l'inauguration d'une stèle commémorant les victimes de 1961 sur le Pont Saint-Michel, œuvre de l'artiste Gérard Collin-Thiébaut, à proximité de la préfecture de police,,,.
La création d'un mémorial officiel et donc de la plaque commémorative proposée par la gauche politique et soutenue par le maire socialiste de Paris, Bertrand Delanoë, n'était cependant pas sans susciter des controverses. Ces mêmes controverses ce sont d’ailleurs manifestées lors de débats sur une proposition de résolution pour la plaque commémorative le 24 septembre 2001 au Conseil de Paris,. Les délégués de droite se sont opposés à la plaque proposée, la considérant comme une façon de blâmer les autorités politiques de 1961 et de ne pas reconnaître la violence réciproque entre le FLN et la police. De plus, des inquiétudes ont été soulevées concernant la menace potentiellement croissante de troubles civils et de terrorisme. Bien que ce soit l'extrême droite qui se soit d'abord farouchement opposée à cette décision, de nombreux politiciens centristes et de gauche, dont l'ancien ministre de l'Intérieur Jean-Pierre Chevènement, l'ont également fait, car cela pourrait nuire à la cohésion nationale,. Les groupes d'opposition, qui ont finalement rejeté le projet de résolution, sont le DL, le RPR, les Tibéristes et l'UDF. L'hommage aux victimes du 17 octobre 1961 a par ailleurs été critiqué par les syndicats de police (Alliance, SGP-FO) qui ont vu dans cette action un affront aux forces de l'ordre et qui craignaient que l'évocation de ces événements ne conduise à une aliénation entre la Police nationale et le peuple français.

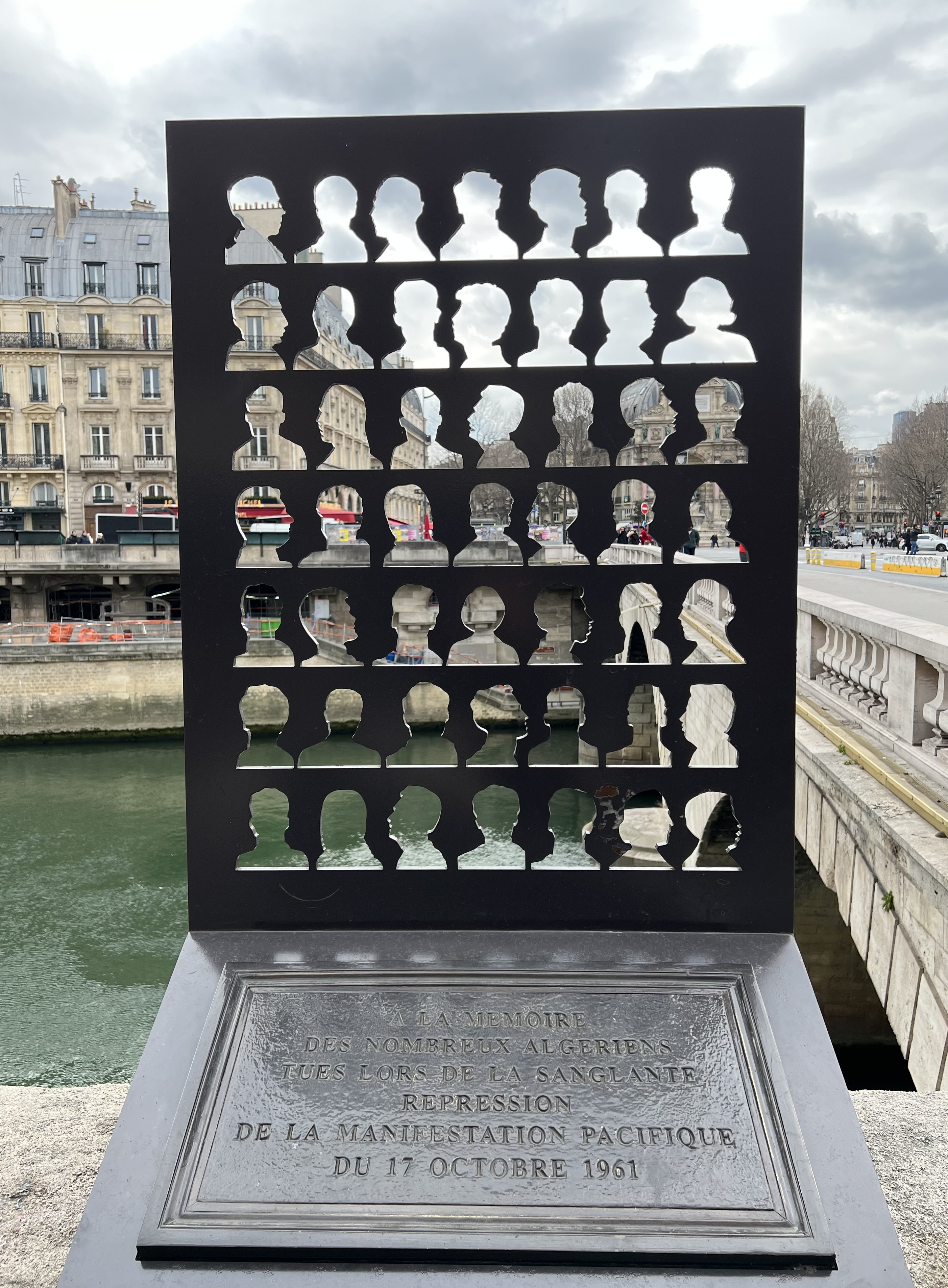
Le 17 octobre 2019, la maire socialiste de Paris, Anne Hidalgo, en présence du secrétaire général du ministère algérien des Affaires étrangères, Rachid Bladehane, a soulevé la plaque de 2001 et dévoilé une œuvre d'art en acier, représentant les silhouettes évidées des manifestants découpées dans les eaux de la Seine.

La cérémonie d’inauguration de la plaque s'est déroulée sans la présence d'un représentant officiel du gouvernement socialiste et du palais de l'Élysée, ainsi qu'en l'absence de tout politiciens locaux de droite,. Par ailleurs, à quelques encablures du Pont Saint-Michel, une autre manifestation a été organisée pour protester contre l'hommage rendu, avec des représentants politiques, des militants de droite et d’extrême droite qui voyaient dans cet hommage rendu une « provocation ».
Sur la plaque, se trouve l’inscription « à la mémoire des nombreux Algériens tués lors de la sanglante répression de la manifestation pacifique du 17 octobre 1961 ». Elle reste donc très vague, ne mentionnant ni l’agence de ceux qui ont réprimé ni une quelconque responsabilité. Le texte choisi a également été critiqué par l'historien Olivier Le Cour Grandmaison, président de l'Association du 17 octobre 1961, qui a déclaré à L'Humanité que
« [..] si un pas en avant a été franchi avec la décision de la municipalité de Paris de poser une plaque commémorative au pont Saint-Michel, [il] déplore que le texte retenu n'évoque ni l'idée du crime contre l'humanité ni la responsabilité de son auteur, l'État. En aucun cas donc cette initiative parisienne ne saurait dispenser les plus hautes autorités du pays de prendre leurs responsabilités. De même, si [l'ancien Premier ministre socialiste] Lionel Jospin s'est exprimé personnellement l'an dernier [en 2000] en parlant d'"événements tragiques", ni la responsabilité de la police dans le crime ni celle des responsables politiques de l'époque n'ont été clairement établies et encore moins condamnées officiellement. »
Après la cérémonie, Bertrand Delanoë, a déclaré qu'il était important d’accepter ce qui s'est passé et d'avancer dans l'unité. Le maire a poursuivi en disant que la plaque n'était dirigée contre personne, mais qu'elle était plutôt destinée à rassurer les descendants des victimes qu'ils faisaient partie de la communauté parisienne.
Les controverses politiques locales se reflètent également dans le fait que la plaque commémorative a finalement été placée sur l'île de la Cité (4ème arrondissement) plutôt que sur la rive gauche de la Seine, puisque le 5e arrondissement avait un maire gaulliste à ce moment-là,.
Plus tard dans la journée, Jacques Floch, secrétaire d'État à la Défense chargé des anciens combattants, justifie le geste de Delanoë devant l'Assemblée nationale et déclare que le couvre-feu de 1961 s'applique « sur la base du faciès », après quoi de nombreux députés des partis RPR et Démocratie libérale quittent l'assemblée, exprimant leur désapprobation de la « récupération politique » de l'événement tragique,,.
Les événements de 2001 se sont clairement déroulés au niveau local. Aucun représentant du gouvernement n'a participé au dévoilement de la plaque et Bertrand Delanoë, en tant qu'élu de la ville de Paris, a clairement fait référence à la communauté parisienne. Le fait que la reconnaissance ait eu lieu au niveau local a été de plus en plus critiqué par la suite et certains suggèrent que l'initiative de Paris visait à diminuer les demandes de reconnaissance nationale. Mais même sans l'implication officielle du gouvernement, l'installation de la plaque a eu un impact au-delà de Paris,. Ainsi, selon Michel Laronde,
« L'image de la plaque résonne également dans d'autres villes autour de Paris comme un acte correctif du grand récit national. Les plaques et le changement de nom de rues, de places et de lieux publics en '17 octobre 1961' sont des initiatives mémorielles qui assurent le passage du mensonge d'État à la transformation historique de l'une des situations traumatiques inscrites dans les lignes de fracture entre le colonial et le post-colonial. Les plaques s'apparentent à des sites de mémoire, faisant partie du processus de guérison des traumatismes en les maintenant vivants dans le présent et représentent l'engagement de la période postcoloniale vers la correction des distorsions de l'histoire réduite au silence. »
Le 17 octobre 2011, une plaque « A la Mémoire des Algériens Victimes de la répression lors d'une Manifestation Pacifique le 17 Octobre 1961 à Paris » est inaugurée sur le pont Battant à Besançon en présence de la consule d'Algérie Aïcha Kassoul. Chaque 17 octobre, des fleurs sont symboliquement jetées dans le Doubs depuis cet endroit afin de « ne pas oublier »,.
Le 17 octobre 2012, le président de la République François Hollande publie un communiqué : « Le 17 octobre 1961, des Algériens qui manifestaient pour le droit à l'indépendance ont été tués lors d'une sanglante répression. La République reconnaît avec lucidité ces faits. Cinquante et un ans après cette tragédie, je rends hommage à la mémoire des victimes »,.
Maître de conférences à l'université Paris-I, l'historienne Raphaëlle Branche, spécialiste de la guerre d'Algérie, remarque : « Pour la première fois, et il était temps et c'est un progrès important, un président de la République reconnaît ce qui s'est passé le 17 octobre 1961. Mais il ne dit pas qui a commis la « sanglante répression », en l'occurrence la police parisienne, qui a agi sous les ordres du préfet de police, Maurice Papon, lui-même sous l'autorité du gouvernement du général de Gaulle ». Le communiqué est muet sur le déroulement de la manifestation comme sur le nombre de victimes et, alors que sur la plaque du pont Saint-Michel la manifestation est dite « pacifique », François Hollande ne la qualifie pas.
Plusieurs figures de l'UMP ont réagi vivement à cette déclaration présidentielle, François Fillon dénonçant par exemple la « culpabilité permanente » de la France ou Christian Jacob, président du groupe UMP à l'Assemblée nationale, publiant un communiqué déclarant qu'il est « intolérable de mettre en cause la police républicaine et avec elle la République toute entière ». En retour Harlem Désir condamne au nom du Parti socialiste « avec la plus grande fermeté » ces propos estimant que par eux « M. Jacob se fait l'avocat indécent d'une répression qui a enfreint, ce soir du 17 octobre 1961, toutes les valeurs et toutes les règles fondamentales de la République ».
Le Premier ministre algérien Abdelmalek Sellal salue « les bonnes intentions », tout en regrettant l'absence d'excuses officielles.
Le huitième président de la Ve République, Emmanuel Macron, se rend le 16 octobre 2021 sur le pont de Bezons, ce qui constitue la première commémoration officielle au plus haut niveau de ce massacre. Il reconnaît des « crimes inexcusables pour la République ».

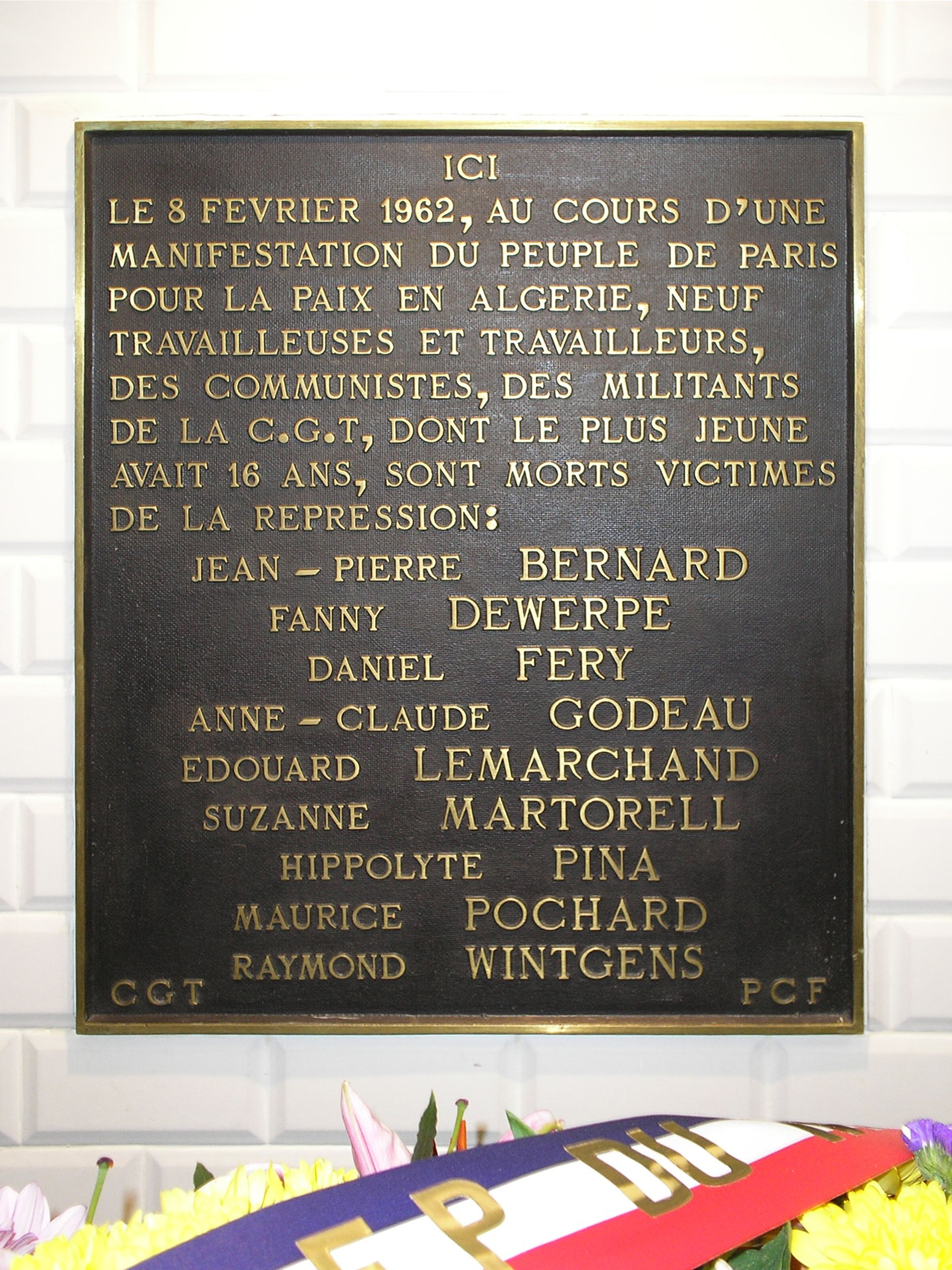
Plaque commémorative du 8 février 1962 à la station de métro Charonne.

Le 28 mars 2024, l'Assemblée nationale vote une résolution réclamant au gouvernement une journée commémorative de ce massacre. La députée écologiste Sabrina Sebaihi, fille d'immigrés algériens, est à l'origine du texte. La résolution est aussi portée par la députée Renaissance Julie Delpech. Avant sa soumission au vote, le texte fait l'objet d'échanges avec la présidence de la République. La résolution est adoptée par 67 voix pour, 11 contre (tous du Rassemblement national) et 4 abstentions, 494 députés n'ayant pas pris part au vote.
Le 26 juillet 2024, lors de la cérémonie d'ouverture des jeux olympiques de Paris, les athlètes de la délégation algérienne jettent des fleurs au passage du pont de Notre-Dame en hommage à leurs compatriotes tués au même endroit par la police française le 17 octobre 1961,,.

## Médias

### Iconographie
- L'ensemble des photographies d'Élie Kagan a été versé par ses héritiers en 1999 à la bibliothèque, archives, musée des mondes contemporains La Contemporaine.

### Littérature
- William Gardner Smith, The Stone face paru en 1963 aux Etats-Unis réédité avec une préface de Adam Shatz[119], traduit en français en 2021 sous le titre Le Visage de pierre, Christian Bourgois[62]  (ISBN 9782267044768)
- Didier Daeninckx, Meurtres pour mémoire, Éditions Gallimard, 1984  (ISBN 2-07-040649-0)
- Didier Daeninckx, Octobre noir, Ad Libris éditions, 2011  (ISBN 9782918462118)
- Éric Michel, Algérie ! Algérie !, Presses de la Renaissance, 2007  (ISBN 978-2-7509-0319-0)
- Mehdi Lallaoui, Une nuit d'octobre, Éditions Alternative, 2001  (ISBN 9782862272061)
- Charlotte Delbo, 7e année de la guerre d'Algérie, dans La Mémoire et les jours, Auschwitz et après IV, Minuit, 2025[120]

### Filmographie
- 1962 : Octobre à Paris, documentaire de Jacques Panijel, 1 h 10 min
- 1972 : La Guerre d'Algérie film d'Yves Courrière et Philippe Monnier, Reganne Films
- 1981 : Mémoire en blanc, court-métrage de Denis Levy (aucune sortie officielle)
- 1985 : Meurtres pour mémoire, téléfilm de Laurent Heynemann, d'après le roman Meurtres pour mémoire de Didier Daeninckx
- 1991 : Les Années algériennes (épisode 3 : « Je ne regrette rien »), documentaire de Philippe Alfonsi, Bernard Favre et Benjamin Stora
- 1991 : Le silence du fleuve, 17 octobre 1961, documentaire d'Agnès Denis et Mehdi Lallaoui, 52 min
- 1992 : Une Journée portée disparue, documentaire de Philip Brooks et Alan Hayling, 52 min couleur
- 2001 : 17 octobre 1961, dissimulation d'un massacre, Daniel Kupferstein
- 2001 : 17 octobre 1961, retour de mémoire, Virginie Delahautemaison
- 2001 : La Guerre sans nom dans Paris : Une nuit d'octobre 1961 [réf. souhaitée], Aude Touly
- 2002 : Mémoires du 17 octobre, documentaire de Faïza Guène et Bernard Richard (Les Engraineurs), 17 min couleur
- 2005 : Nuit noire, 17 octobre 1961, film d'Alain Tasma
- 2005 : Caché, film de Michael Haneke
- 2010 : Hors-la-loi, film de Rachid Bouchareb avec Jamel Debbouze, Roschdy Zem (scène finale)
- 2011 : Ici on noie les Algériens : 17 octobre 1961, film de Yasmina Adi
- 2013 : 17 octobre 1961 - L'ordre français, film de Jean-Jacques Beryl - YouTube
- 2017 : Jour de pluie, court métrage écrit par Jhon Rachid, réalisé par Antoine Barillot - Youtube

### Musique
- 1994 : When the stars fall from the sky du groupe Stiff Little Fingers sur l'album Get A Life
- 1995 : Paris, Oct. 61 du groupe La Tordue sur l'album Les Choses de rien
- 1998 : mise en chanson par les Têtes raides du poème Dans la gueule du loup, de Kateb Yacine
- 1999/2005 Pêle-Mêle de Thierry Blondeau, œuvre de musique contemporaine dédiée aux victimes du 17 octobre 1961, création Radio France
- 2000 : Octobre 61 du groupe Brigada Flores Magon sur l'album Brigada Flores Magon
- 2005 : Des Fleurs Dans La Seine du groupe La Varda sur l'album Les Chemins De L'errance
- 2006 : 17 octobre de Médine raconte de façon tragique ce massacre
- 2009 : 17 octobre 61 de Fils du béton
- 2011 : San Clemente de Boulevard des Airs
- 2018 : avec la chanson Dhaouw, Camélia Jordana évoque le massacre du 17 octobre 1961 : « Dans la Seine, le poids des os. Ils coulent, depuis le grand saut »[121].
- 2018 : 5 juillet 1962 de Moha La Squale
- 2024 : Ce jour là - 17 octobre 1961 de Clarika sur l'album Danse encore[122]